# Darryl Hanah

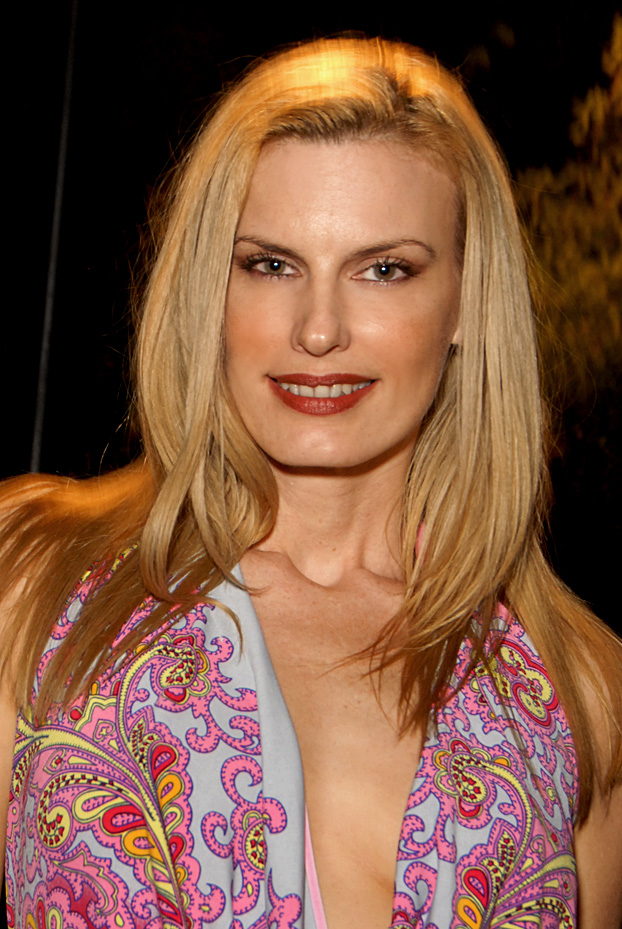
Darryl Hanah, 2009

Darryl Hanah (* 14. Juli 1972 in Sacramento, Kalifornien) ist eine US-amerikanische Pornodarstellerin. Sie tritt auch unter den Künstlernamen Darryl, Mrs. Deryl, Daryll und Daryl auf.

## Leben
Hanah begann ihre Karriere 2005 im Alter von 33 Jahren. Seitdem hat sie laut IAFD in über 205 Filmen mitgespielt. Sie ist bekannt für ihre Darstellungen in Filmen des MILF- oder Cougar-Genres.
Hanah war dreimal für den AVN Award nominiert und zweimal für den XRCO Award. 2006 konnte sie den CAVR Award in der Kategorie Best Milf gewinnen.

## Filmografie (Auswahl)
- 2006: Seduced By a Cougar 1
- 2006: Girlvana 2
- 2006: Who's Your Mommie?
- 2006: MILF POV 5
- 2006: Momma Knows Best 2
- 2007: Ready, Set, Action
- 2007: Cougars in Heat
- 2007: Mrs. Conduct
- 2007: Cheating Wives Tales 5
- 2007: It’s a Mommy Thing!
- 2007: I Wanna Cum Inside Your Mom 10
- 2007: Strap Attack 7
- 2009: The 8th Day
- 2009: White Mommas 1
- 2009: Mommy Blows Best 3
- 2009–2010: Mother-Daughter Exchange Club 5, 7, 8, 10, 13, 15
- 2009: This Ain't Gilligan's Island XXX
- 2010: Cougar Prowl (von Alex Braun)
- 2010–2014: Women Seeking Women 66, 113
- 2011: This Ain't Fox News XXX
- 2012: Kittens & Cougars 5
- 2014: Moms Bang Teens 7
- 2015: CFNM Secret 11
- 2016: My Friend’s Hot Mom 52
- 2016: Milfy Way 6
- 2017: Gang Banged! 9
- 2018: Office Love Affair

## Nominierungen
- 2006: CAVR Award – Best Milf[3]
- 2008: XRCO Award – Nominierung in der Kategorie: Milf Of The Year
- 2009: XRCO Award – Nominierung in der Kategorie: Milf Of The Year
- 2009: AVN Award – Nominierung in der Kagegorie: MILF/Cougar Performer of the Year
- 2010: AVN Award – Nominierung in der Kagegorie: Best Group Sex Scene – The 8th Day
- 2010: AVN Award – Nominierung in der Kategorie: MILF/Cougar Performer of the Year